# 比热地区圣索尔兰
比热地区圣索尔兰（法語：Saint-Sorlin-en-Bugey，法語發音：[sɛ̃ sɔʁlɛ̃ ɑ̃ byʒɛ]）是法国安省的一个市镇，位于该省南部，属于贝莱区。

## 地理
比热地区圣索尔兰（45°53'6"N, 5°22'14"E）面积9.07 平方千米，位于法国奥弗涅-罗讷-阿尔卑斯大区安省，该省份为法国东部省份，北起汝拉省，西北接索恩-卢瓦尔省，西接罗讷省和里昂大都会，南至伊泽尔省，东与萨瓦省、上萨瓦省和瑞士接壤。
与比热地区圣索尔兰接壤的市镇（或旧市镇、城区）包括：拉尼约、苏克兰、比热地区沃、韦尔特里约、索－布雷纳。

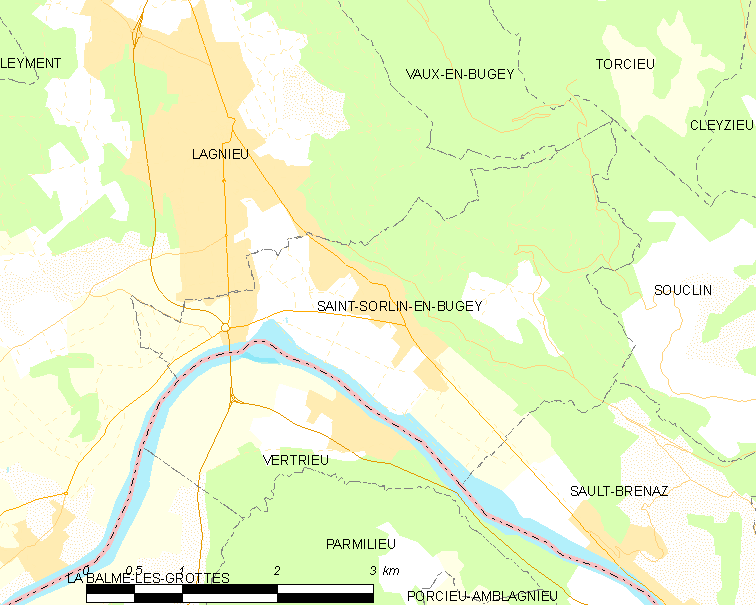
比热地区圣索尔兰的OSM定位图

比热地区圣索尔兰的时区为UTC+01:00、UTC+02:00（夏令时）。

## 行政
比热地区圣索尔兰的邮政编码为01150，INSEE市镇编码为01386。

## 政治
比热地区圣索尔兰所属的省级选区为拉尼约县。

## 人口

1962-2008年间比热地区圣索尔兰人口变化图示

比热地区圣索尔兰于2022年1月1日时的人口数量为1140人。